# Bipes
Bipes is een geslacht van wormhagedissen uit de familie tweepotige wormhagedissen (Bipedidae). In tegenstelling tot de meeste wormhagedissen hebben alle soorten goed ontwikkelde voorpoten.

## Naam en indeling
De wetenschappelijke naam van de groep werd voor het eerst voorgesteld door Pierre André Latreille in 1801. Er zijn drie soorten die vroeger tot verschillende andere geslachten werden gerekend, zoals Lacerta, Hemichirotes  en Euchirotes.

### Soorten
Het geslacht omvat de volgende soorten die onderstaand zijn weergegeven, met de auteur en het verspreidingsgebied.
| Naam                                   | Auteur           | Verspreidingsgebied                    |
| -------------------------------------- | ---------------- | -------------------------------------- |
| Mexicaanse wormhagedis (Bipes biporus) | Cope, 1894       | Mexico (Baja California Sur)           |
| Bipes canaliculatus                    | Bonnaterre, 1789 | Mexico (Guerrero, Michoacán de Ocampo) |
| Bipes tridactylus                      | Dugès, 1894      | Mexico (Guerrero)                      |

## Verspreiding en habitat
Alle soorten komen voor in delen van Midden-Amerika en leven endemisch in Mexico.
De habitat bestaat uit droge tropische en subtropische bossen, scrubland en weilanden.

## Beschermingsstatus
Door de internationale natuurbeschermingsorganisatie IUCN is aan alle soorten een beschermingsstatus toegewezen. De drie soorten worden beschouwd als 'veilig' (Least Concern of LC).